# Mistrzostwa Świata w Szermierce 1975
Mistrzostwa Świata w Szermierce 1975 – 41. edycja mistrzostw odbyła się w węgierskiej stolicy, Budapeszcie. Miasto to po raz czwarty organizowało zawody tego cyklu.

## Klasyfikacja medalowa
| Lp. | Państwo | złoto | srebro | brąz | Razem |
| --- | ------- | ----- | ------ | ---- | ----- |
| 1   | ZSRR    | 3     | 3      | 1    | 7     |
| 2   | Francja | 2     | 1      | -    | 3     |
| 3   | RFN     | 1     | 1      | -    | 2     |
| 4   | Rumunia | 1     | -      | 2    | 3     |
| 5   | Szwecja | 1     | -      | -    | 1     |
| 6   | Węgry   | -     | 2      | 4    | 6     |
| 7   | Polska  | -     | 1      | -    | 1     |
| 8   | Włochy  | -     | -      | 1    | 1     |

## Medaliści

### Mężczyźni
| Złoto                                                                                                  | Srebro                                                                                               | Brąz |
| Floret                                                                                                 | | |
| Christian Noël                                                                                         | Bernard Talvard                                                                                      | Władimir Denisow                                                                                              |
| Francja · Christian Noël · Daniel Revenu · Bernard Talvard · Frédéric Pietruszka · Bruno Boscherie     | ZSRR · Władimir Denisow · Sabirżan Ruzijew · Siergiej Isakow · Aleksandr Romankow · Wasyl Stankowycz | Włochy · Carlo Montano · Stefano Simoncelli · Nicola Granieri · Giovanni Battista Coletti · Attilio Calatroni |
| Szpada                                                                                                 | | |
| Alexander Pusch                                                                                        | Boris Łukomski                                                                                       | István Osztrics                                                                                               |
| Szwecja · Rolf Edling · Hans Jacobson · Carl von Essen · Göran Flodström · Leif Högström               | RFN · Elmar Beierstettel · Hans-Jürgen Hehn · Reinhold Behr · Alexander Pusch · Hanns Jana           | Węgry · Csaba Fenyvesi · István Osztrics · Győző Kulcsár · Sándor Erdős · Pál Schmitt                         |
| Szabla                                                                                                 | | |
| Władimir Nazłymow                                                                                      | Jacek Bierkowski                                                                                     | Péter Marót                                                                                                   |
| ZSRR · Władimir Nazłymow · Wiktor Krowopuskow · Wiktor Sidiak · Eduard Winokurow · Siergiej Prichodʹko | Węgry · Imre Gedővári · Pál Gerevich · Péter Marót · Tamás Kovács · Ferenc Hammang                   | Rumunia · Dan Irimiciuc · Cornel Marin · Ioan Pop · Mihai Frunza · Alexandru Nilca                            |

### Kobiety
| Złoto | Srebro | Brąz                                                                                              |
| Floret | |                                                                                                   |
| Ecaterina Stahl-Iencic                                                                                     | Olga Kniaziewa | Ildikó Farkasinszky-Bóbis                                                                         |
| ZSRR · Olga Kniaziewa · Walentina Sidorowa · Nailia Giliazowa · Jelena Nowikowa-Biełowa · Tatjana Zołotowa | Węgry · Ildikó Farkasinszky-Bóbis · Ildikó Schwarczenberger-Tordasi · Magda Maros · Ildikó Rejtő · Mária Szolnoki | Rumunia · Ecaterina Stahl-Iencic · Suzana Ardeleanu · Ana Pascu · Magdalena Bartoș · Elena Pricop |